# DyStar
DyStar mit Sitz in Singapur ist ein weltweit tätiger Anbieter von Farbstoffen, Chemikalien und Dienstleistungen für die Textil- und Lederindustrie. In den letzten Jahren wurde das Produkt- und Serviceangebot auf weitere Industrien (Papier, Plastik und andere Anwendungsbereiche von Spezialchemikalien) ausgeweitet. Ursprünglich als Gemeinschaftsunternehmen der deutschen Chemiekonzerne Hoechst, Bayer und BASF betrieben, ist das Unternehmen heute im Besitz der chinesischen Lonsen Gruppe.

## Geschichte
Das Unternehmen entstand 1995 als Gemeinschaftsunternehmen der Bayer AG und der Hoechst AG. Im Jahre 2000 wurde auch das Textilfarbengeschäft der BASF integriert. Durch frühere Akquisitionen und Joint Ventures der Muttergesellschaften wurden unter anderem auch die Textilfarbstoffgeschäfte der Mitsubishi, der Mitsui und der Zeneca (vormals ICI) Teil der DyStar-Gruppe.
2004 verkauften die drei Chemiekonzerne ihre Anteile an den amerikanischen Private-Equity-Investor Platinum Equity. In den Folgejahren gab es mehrere kleine Akquisitionen, insbesondere im Bereich Textilhilfsmittel (z. B. Böhme Chemie).
Die deutschen Gesellschaften der DyStar (DyStar Textilfarben GmbH & Co. Deutschland KG, DyStar Textilfarben GmbH und DyStar Holding GmbH) beantragten im September 2009 beim Amtsgericht Frankfurt ein Insolvenzverfahren.
Im Dezember 2009 wurde die Übernahme des DyStar-Geschäfts durch den indischen Farbstoff- und Chemikalienproduzenten Kiri Industries Ltd. bekanntgegeben.
Mit finanzieller Unterstützung der chinesischen Zhejiang Longsheng Gruppe (Lonsen) konnten die neu gegründeten Gesellschaften DyStar Colours Deutschland GmbH und DyStar Colours Distribution GmbH durch Erwerb wesentlicher Vermögensgegenstände (Markenrechte, Patente, Software, technische Anlagen und Maschinen, Tochtergesellschaften, Forderungen) der beiden insolventen DyStar-Gesellschaften, im Februar 2010 den operativen Betrieb aufnehmen.
Die neuen Eigentümer verfolgten die Strategie, die Produktion verstärkt an asiatische Standorte in Indien und China zu verlagern und die Produktion an den deutschen Standorten in weiten Teilen einzustellen. Die Farbstoffbetriebe am Standort Leverkusen wurden in den Folgejahren geschlossen und die Produktionsstätte in Brunsbüttel wurde im November 2010 an die Chemie GmbH Bitterfeld Wolfen (CBW) verkauft. Bis zur endgültigen Schließung des Farbenbetriebs Brunsbüttel im März 2015, wurde er als Chemische Fabrik Brunsbüttel GmbH (CFB) weiterbetrieben.
Im Mai 2011 übernahm Lonsen durch Umwandlung ihrer Wandelschuldverschreibungen in Unternehmensanteile die Mehrheitsanteile und damit die Kontrolle der DyStar-Gruppe.
DyStar war Mitglied der ETAD, einem internationalen Verband von Herstellern organischer Farbmittel, der die ökologischen und toxikologischen Maßnahmen seiner Mitgliedsunternehmen koordiniert. 2019 wurde festgestellt, dass wegen der Nichteinhaltung des Ethikkodexes des Verbands die Voraussetzung für eine ETAD-Mitgliedschaft nicht mehr erfüllt war. Vor der endgültigen Entscheidung über den Status des Unternehmens beendete DyStar seine Mitgliedschaft Ende 2019.

## Standorte
Der Sitz der Firmenzentrale befindet sich in Singapur. Tochtergesellschaften existieren in allen wichtigen Märkten, eigene Vertretungen besitzt das Unternehmen in rund 50 Ländern. DyStar betreibt 17 Produktionsstätten in 12 Ländern. In Deutschland befindet sich der  Hauptstandort in Raunheim und zwei weitere Standorte in Köln und Ludwigshafen am Rhein.

## Produkte
Die Hauptprodukte des Unternehmens sind Farbstoffe (beispielsweise Reaktivfarbstoffe und Indigo), Hilfsmittel und Dienstleistungen für die Textil- sowie die lederverarbeitende Industrie.